# Convento Michetti
(Gabriele D'Annunzio in Il libro segreto di Gabriele D'Annunzio tentato di morire, 1935)
Il convento Michetti, noto anche come Cenacolo michettiano o Cenacolo dannunziano era in origine un convento di Francavilla al Mare appartenente all'ordine francescano (attualmente è dedicato a Sant'Antonio di Padova), passato successivamente al demanio comunale e, negli anni ottanta dell'Ottocento, a Francesco Paolo Michetti che lo trasformò in un centro di riunione e di scambi culturali, una sorta di cenacolo in cui letterati, artisti e intellettuali condivisero esperienze di vita e di pensiero. Il prestigio di alcune personalità ospiti del convento, fra cui Gabriele D'Annunzio, Vittorio Pepe, Costantino Barbella, Francesco Paolo Tosti, Edoardo Scarfoglio, Matilde Serao, Basilio Cascella, Wilhelm von Gloeden, Arnaldo Ferraguti e dello stesso Michetti, assicurò al luogo una notorietà che andò ben oltre i ristretti limiti territoriali della regione di appartenenza.

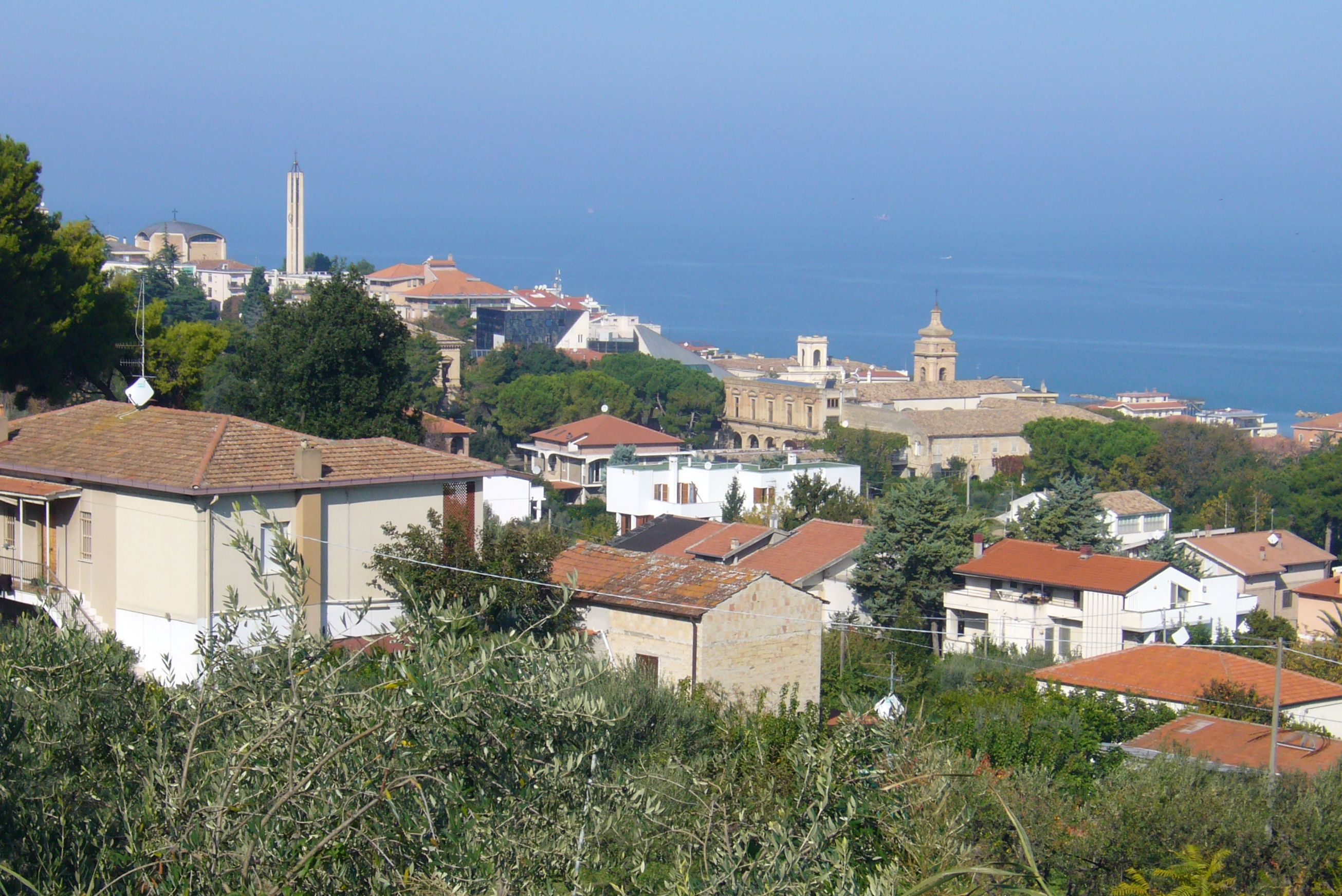
Veduta di Francavilla dal colle Quercetti, sulla destra il campanile del convento, sulla sinistra la torre di san Franco

## Il convento e la sua storia

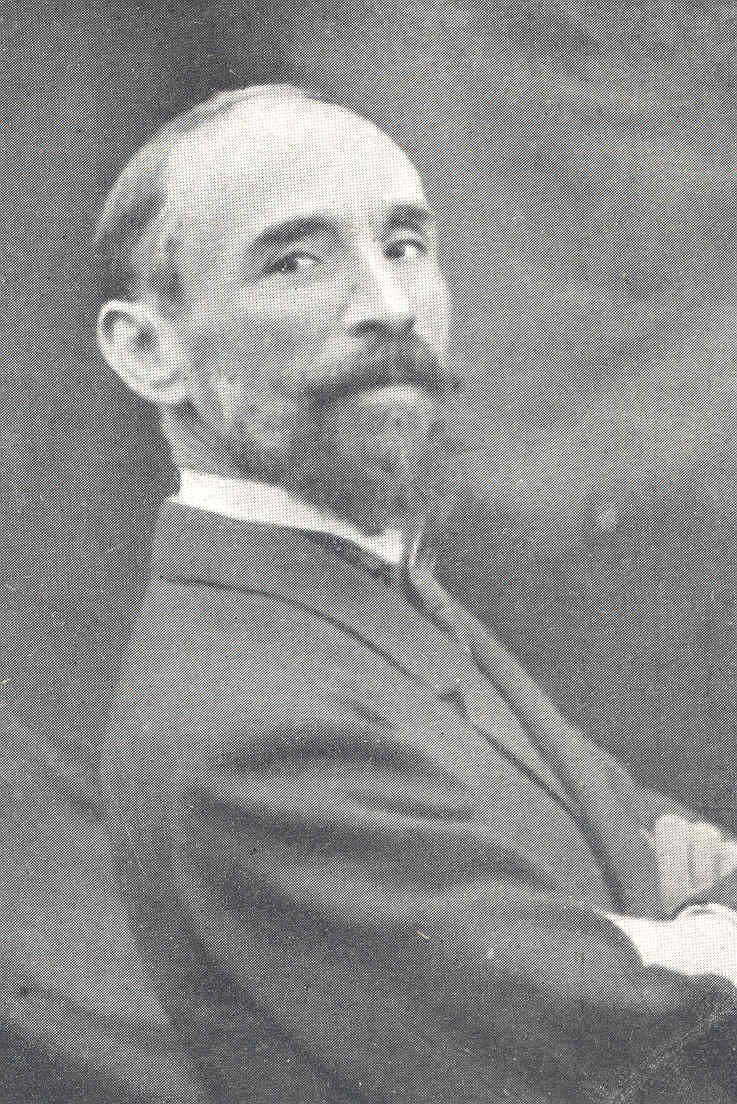
Ritratto di Michetti, il proprietario del convento

Edificato dai frati minori francescani attorno al 1430 in prossimità dell'abitato di Francavilla, fu denominato inizialmente "convento di San Giacomo". Nel 1548 venne ribattezzato con il nome di "convento di Santa Maria del Gesù". Soggetto a riforme e abbellimenti nel Settecento, appartenne all'Ordine francescano fino al 1863-1864 per poi passare a far parte del demanio del Comune di Francavilla al Mare. Nel 1883-1884 (o, secondo altre fonti, nel 1885), fu acquistato da Francesco Paolo Michetti, tornato nella sua regione d'origine, l'Abruzzo, dopo una lunga permanenza a Napoli (seguita da frequenti soggiorni a Roma, Milano, Parigi) e che era già proprietario di una casa adibita a studio sulla riviera della cittadina adriatica. Il convento fu sottoposto successivamente a interventi di ristrutturazione e di adattamento che ne modificarono in parte la fisionomia, sia esterna sia interna (furono eliminate le numerose stanze, o celle, in cui l'edificio era originariamente suddiviso). Venne anche apprestato, in uno spazio attiguo, un forno per la cottura di maioliche. Alla morte del Michetti (1929) fu ereditato da sua moglie Annunziata e dai figli Giorgio, Alessandro e Aurelia. Quest'ultima, andata in sposa a un aristocratico di Casoli, è madre dell'attuale proprietario, il barone Ricci. Nel 1938, davanti all'entrata principale dell'edificio, venne eretta in onore dell'artista una statua in bronzo che lo raffigurava, opera dell'allievo e amico Nicola D'Antino. Un anno più tardi, Vittorio Emanuele III dichiarò il convento monumento nazionale (1939). Il fabbricato uscì miracolosamente incolume dalle gravi distruzioni che il secondo conflitto mondiale aveva arrecato a Francavilla al Mare negli anni 1943 e 1944.

## Il cenacolo e i suoi protagonisti

Gabriele D'Annunzio

La creazione di un punto di incontro di uomini di cultura all'interno delle mura del convento di Santa Maria del Gesù fu dovuto, in parte, alla lungimiranza dell'allora sindaco di Francavilla, che fece concedere al Michetti, già artista noto e proprietario di uno studio sul litorale francavillese, un luogo di prestigio in cui lavorare tranquillamente e, se possibile, da utilizzare per la creazione di una scuola o di altra attività di carattere industriale o artigianale. Se la scuola non vide mai la luce e l'attività industriale si ridusse a un forno per la cottura delle maioliche che funzionò in forma discontinua, uno scopo ben più importante venne raggiunto: quello di lanciare la cittadina abruzzese a livello nazionale in virtù delle numerose personalità che iniziarono a frequentarla facendola conoscere all'Italia e al mondo.

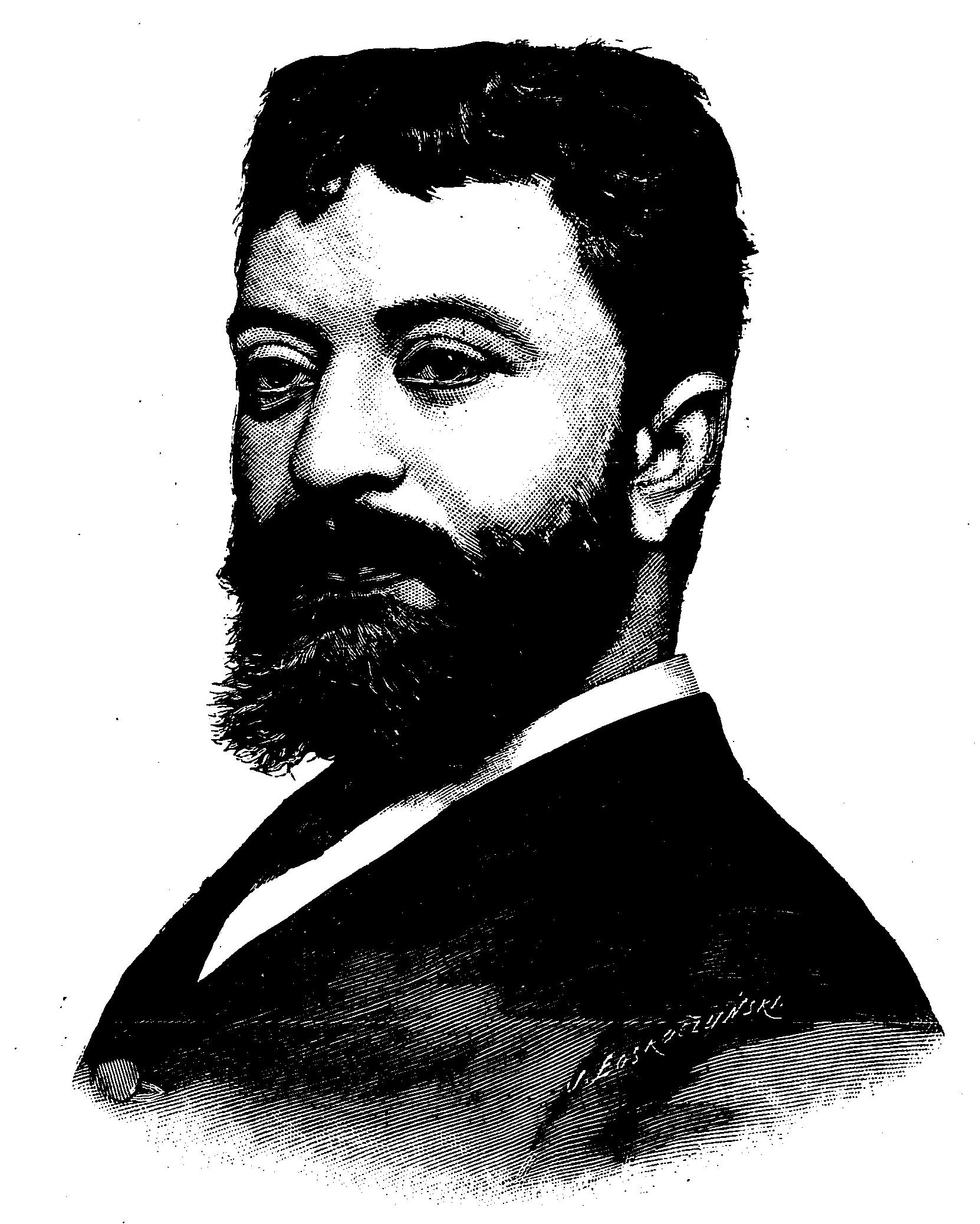
Ritratto giovanile di Francesco Paolo Tosti

Determinante, ai fini della nascita di una sorta di cenacolo nella località abruzzese, fu l'amicizia sbocciata fin dagli inizi degli anni ottanta dell'Ottocento fra il Michetti e un giovanissimo Gabriele D'Annunzio fattosi già conoscere nel 1879 con il suo primo libro di versi, Primo vere. Da allora e per circa un quindicennio D'Annunzio fu ospite abituale del convento (o Conventino, come il Vate soleva spesso chiamarlo) dove scrisse Il piacere (1889) e gran parte de L'innocente (1891) e de Il trionfo della morte (1894). Il trasferimento dello scrittore prima a Napoli, nel 1891, poi a Roma (1893), non gli impedì infatti di continuare a recarsi periodicamente al Conventino, da solo, o in compagnia dell'amante di turno. L'ultimo soggiorno francavillese di D'Annunzio, risalente al 1897, non affievolì tuttavia il suo sodalizio artistico con Michetti, che, iniziato nel 1881-82 con Canto novo (raccolta illustrata dall'artista di Tocco da Casauria) si protrasse fino al 1903-1904, con le scenografie e i costumi che il pittore curò per una serie di rappresentazioni del dramma dannunziano La figlia di Iorio. Michetti stesso aveva dipinto, nel 1894, un quadro dallo stesso titolo e sul medesimo soggetto «...ispirando all'amico D'Annunzio l'omonimo lavoro teatrale.». Quest'ultima collaborazione di Michetti sembra fosse stata all'origine di problemi e malintesi di indole economica con D'Annunzio che si riflessero negativamente sulle fraterne relazioni d'amicizia che i due corregionali avevano mantenuto fino ad allora. I loro rapporti, dopo un lungo periodo di raffreddamento, caratterizzato da incontri sporadici in luoghi pubblici, tornarono a riannodarsi solo agli inizi della prima guerra mondiale (1915).
Nel 1935, sei anni dopo la scomparsa del Michetti, D'Annunzio rese un commosso tributo all'amico definendolo «...mei dimidium animi...» (in italiano: la metà dell'anima mia).
Anche Francesco Paolo Tosti, che aveva conosciuto il Michetti nella seconda metà degli anni settanta dell'Ottocento, frequentò il convento nella stessa epoca di D'Annunzio, stabilendo con quest'ultimo e con lo stesso Michetti una cordiale relazione che si protrasse fino alla morte del musicista (1916). Il Tosti avrebbe però fissato di lì a poco la sua residenza principale a Londra e pertanto i suoi soggiorni a Francavilla divennero sempre più brevi e concentrati in alcune epoche dell'anno. Talvolta, nell'impossibilità di intraprendere un viaggio fino alla cittadina adriatica, il musicista invitava Michetti e D'Annunzio nel suo appartamento romano, dove soleva intrattenere gli ospiti al piano. In anni successivi lo stesso D'Annunzio ricorderà con una punta di nostalgia quegli incontri. L'amicizia fra il compositore ortonese e il Vate, nata e consolidatasi fra le mura del convento michettiano fu all'origine di alcune celebri romanze e canzoni, con testo di D'Annunzio e musica del Tosti, fra cui 'A vucchella (1892). Nel 1939 il regista Guido Brignone girò una parte del film Torna caro ideal proprio a Francavilla, riprendendo il paese storico e il convento di Michetti, essendo la storia incentrata sulla giovinezza del compositore Tosti, e anche su Michetti e Scarfoglio.
Edoardo Scarfoglio e Matilde Serao furono ripetutamente ospitati da Michetti nel suo convento attorno alla metà degli anni ottanta dell'Ottocento. La Serao, in particolare, rimase colpita dal sodalizio di artisti e uomini di cultura che gravitavano attorno a esso, percepito dalla scrittrice come «...il più giovane, il più forte, il più intellettuale centro d'Italia».
Il convento fu assiduamente frequentato anche da alcuni noti artisti abruzzesi fra cui Costantino Barbella e Basilio Cascella, capostipite dell'omonima dinastia di pittori e scultori. Entrambi godettero del sostegno e della collaborazione di D'Annunzio, del Michetti e degli altri membri del sodalizio francavillese. Sulla rivista del Cascella L'illustrazione abruzzese, fondata nel 1899 (e seguita, agli inizi del Novecento da L'illustrazione meridionale e La grande illustrazione), scrissero, fra gli altri, Gabriele d'Annunzio e Matilde Serao conosciuti dall'artista nell'antico convento francescano. Anche lo storico ed etnologo Antonio De Nino, grande conoscitore dell'Abruzzo e delle sue genti, entrò in relazione con D'Annunzio grazie al cenacolo michettiano. Sue furono le preziose informazioni, relative alla comune regione di appartenenza, utilizzate dallo scrittore pescarese in alcuni drammi e romanzi. Agli inizi del Novecento fece la sua comparsa nel convento anche lo scultore Nicola D'Antino, allievo del Michetti, che avrebbe conosciuto una notevole popolarità in epoca fascista.

## Attualità e descrizione
Uscito incolume dalle distruzioni della seconda guerra mondiale, il convento è attualmente di proprietà dei discendenti di Francesco Paolo Michetti, e pertanto adibito a uso privato. La chiesa, ancora atta alle funzioni religiose è usualmente utilizzata in forma esclusiva dai residenti nell'edificio, mentre il resto della struttura è accessibile al pubblico solo su prenotazione e previa autorizzazione dei proprietari.

### Interventi architettonici al convento
Il convento è stato rimaneggiato tra il Quattrocento e il Cinquecento, e presenta una struttura diversa da quella originaria: la facciata con deambulatorio superiore (si ricorda, per questo aspetto, il modello dell'oratorio di San Michele presso l'abbazia di San Clemente a Casauria), ricorda le abbazie abruzzesi romaniche, essendo assai semplice e a capanna, con un portico alla base, decorato con una statua di Francesco Paolo Michetti in bronzo, su un piedistallo marmoreo, opera di Nicola d'Antino. 
Malgrado la somiglianza con l'abbazia casauriense, la facciata con la sacrestia era una costante di molte chiese abruzzesi del periodo barocco, per risparmiare sui costi di costruzione, soprattutto nel XVIII secolo. 

### Il convento al tempo di Michetti
I lavori di riforma voluti dallo stesso Michetti hanno inoltre alterato la forma dell'ingresso principale, che appare più come un palazzo umbertino che come un edificio religioso. L'interno è a navata unica, con affreschi parietali che ritraggono, sulle volte, la Madonna. Il campanile è a forma di torretta quadrata a scarpa, in mattoni, con tetto "a cipolla" tardo settecentesco. La parte di destra è costituita dal refettorio originario dei frati cappuccini e attualmente ha connotazioni residenziali ed è usata dai proprietari. L'entrata porta a un cortiletto interno con un pozzo, dove si riunivano gli artisti, mentre a sinistra si entra nella chiesa cui si è fatto precedentemente accenno.
Fuori dall'accesso, sul piazzale, si trova la statua monumentale di Michetti in bronzo, eseguita nel 1938 circa da Nicola D'Antino, che presto divenne lo scultore abruzzese per eccellenza durante il Ventennio, essendo attivo soprattutto a L'Aquila e Pescara, realizzando la Fontana luminosa, le fontane di Piazza Duomo, e a Pescara le statue femminili del ponte Littorio, distrutto dai tedeschi nel 1944.

### Interni
L'interno è a navata unica con volte a crociera e altari laterali, seguendo il modello delle chiese dei Frati Minori Osservanti, il cui modello abruzzese è il convento di San Giuliano a L'Aquila; l'aspetto attuale è tardo seicentesco, le volte sono a crociera, dipinte da affreschi in cornici dorate o a stucco, lateralmente si trovano degli altari con quadri o nicchie per le statue dei santi. L'affresco di maggiore importanza sulla navata è l’Estasi di San Francesco, del XV secolo presso un altare a tabernacolo. 
Le navate di sinistra hanno cappelle con dipinti moderni. 
Un arco trionfale introduce al presbiterio, anch'esso voltato a crociera, con l'altare e l'organo a canne, e il capo altare a nicchione con decorazione a tempietto classico, decorato da stucchi e putti, con la statua della Madonna col Bambino di fattura popolare. Lateralmente  ci sono  tele di Donato Teodoro di Chieti.